# Convezione di Rayleigh-Bénard
La convezione di Rayleigh-Bénard è un tipo di convezione naturale, che si verifica in uno strato orizzontale piano di fluido riscaldato dal basso, in cui il fluido sviluppa un pattern regolare di celle di convezione note come celle di Bénard. La convezione di Rayleigh-Bénard è uno dei fenomeni di convezione più comunemente studiati a causa della sua accessibilità analitica e sperimentale. I pattern di convezione sono l'esempio più attentamente esaminato di auto-organizzazione in sistemi non lineari.
La spinta idrostatica, e quindi la gravità, sono responsabili della comparsa delle celle di convezione. Il movimento iniziale è la risalita del fluido a densità minore dallo strato inferiore riscaldato. Questa risalita si organizza spontaneamente in un pattern regolare di celle.

## Processi fisici
Le caratteristiche della convezione di Bénard possono essere ottenute con un semplice esperimento, svolto per la prima volta da Henri Bénard, un fisico francese, che lo presentò nella sua tesi di laurea.

### Sviluppo della convezione

Celle di convezione in un campo gravitazionale. Notare che in celle adiacenti il movimento assume sempre direzione contraria, alternando il senso orario con quello antiorario.

La configurazione sperimentale utilizza uno strato di liquido, ad esempio acqua, tra due piani paralleli. L'altezza dello strato deve essere piccola rispetto alla dimensione orizzontale. All'inizio, la temperatura del piano inferiore è la stessa del piano superiore. Il liquido tenderà quindi verso uno stato di equilibrio, dove la sua temperatura è la stessa dell'ambiente circostante. (Una volta lì, il liquido è perfettamente uniforme: a un osservatore sembrerebbe lo stesso da qualsiasi posizione. Questo equilibrio è anche asintoticamente stabile: dopo una perturbazione locale e temporanea della temperatura esterna, tornerà al suo stato uniforme, in linea con la seconda legge della termodinamica).
A questo punto, la temperatura del piano inferiore viene leggermente aumentata producendo un flusso di energia termica attraverso il liquido. Il sistema inizierà a presentare un fenomeno di conducibilità termica: la temperatura, e con essa la densità e la pressione, varieranno linearmente tra il piano inferiore e quello superiore. Si instaurerà un gradiente lineare uniforme di temperatura. (Questo sistema può essere descritto dalla meccanica statistica).
Una volta instaurata la conduzione, il movimento casuale microscopico diventa spontaneamente ordinato a livello macroscopico, formando celle di convezione di Benard, con una lunghezza di correlazione caratteristica.

### Caratteristiche della convezione

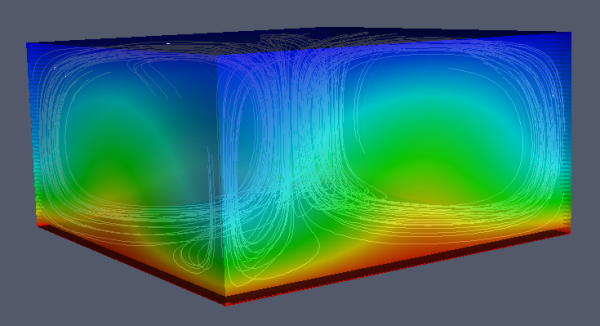
Simulazione della convezione di Rayleigh-Bénard in 3D.

La rotazione delle celle è stabile e si alternerà da senso orario a senso antiorario orizzontalmente; questo è un esempio di rottura spontanea di simmetria. Le celle di Bénard sono metastabili. Ciò significa che una piccola perturbazione non sarà in grado di modificare la rotazione delle celle, ma una più grande potrebbe influenzare la rotazione; esibiscono una forma di isteresi.
Inoltre, le leggi deterministiche a livello microscopico producono una disposizione non deterministica delle celle: se l'esperimento viene ripetuto, una particolare posizione nell'esperimento sarà in una cella in senso orario in alcuni casi e in una cella in senso antiorario in altri. Le perturbazioni microscopiche delle condizioni iniziali sono sufficienti per produrre un effetto macroscopico non deterministico. Cioè, in linea di principio, non c'è modo di calcolare l'effetto macroscopico di una perturbazione microscopica. Questa incapacità di prevedere le condizioni a lungo raggio e la sensibilità alle condizioni iniziali sono caratteristiche dei sistemi caotici o complessi (cioè l'effetto farfalla).
Se la temperatura del piano inferiore dovesse essere ulteriormente aumentata, la struttura diventerebbe più complessa nello spazio e nel tempo; si avrebbe un flusso turbolento caotico.
Le celle convettive di Bénard tendono ad assomigliare a prismi esagonali retti regolari, soprattutto in assenza di turbolenza, sebbene alcune condizioni sperimentali possano portare alla formazione di prismi quadrati retti regolari o di spirali.
Le celle convettive di Bénard non sono uniche e di solito appariranno solo nella convezione guidata dalla tensione superficiale. In generale le soluzioni dell'analisi di Rayleigh e Pearson (teoria lineare) assumendo uno strato orizzontale infinito danno luogo a degenerazione, il che significa che molti pattern possono essere ottenuti dallo stesso sistema. Assumendo una temperatura uniforme sulle piastre superiore e inferiore, quando viene utilizzato un sistema realistico (uno strato con confinato orizzontalmente) la forma dei bordi imporrà il pattern. Il più delle volte la convezione genererà strutture a forma di rotoli o di una loro sovrapposizione.

## Instabilità di Rayleigh-Bénard
Poiché vi è un gradiente di densità tra la piastra superiore e quella inferiore, la gravità agisce cercando di tirare il liquido più freddo e più denso dall'alto verso il basso. Questa forza gravitazionale è contrastata dalla forza di smorzamento viscoso nel fluido. L'equilibrio di queste due forze è espresso da un parametro adimensionale chiamato numero di Rayleigh. Il numero di Rayleigh è definito come:
{\displaystyle \mathrm {Ra} _{L}={\frac {g\beta }{\nu \alpha }}(T_{b}-T_{u})L^{3}}
dove
Tu è la temperatura della piastra superiore
Tb è la temperatura della piastra inferiore
L è l'altezza del contenitore
g è l'accelerazione di gravità
ν è la viscosità cinematica
α è la diffusività termica
β è il coefficiente di espansione termica.
All'aumentare del numero di Rayleigh, le forze gravitazionali diventano maggiormente dominanti. A un numero critico di Rayleigh di 1708, il sistema diventa instabile e compaiono celle di convezione.
Il numero di Rayleigh critico può essere ottenuto analiticamente per un certo numero di diverse condizioni al contorno, eseguendo uno sviluppo perturbativo sulle equazioni linearizzate nello stato stabile. Il caso più semplice è quello di due superfici libere, che Lord Rayleigh risolse nel 1916, ottenendo Ra = 27⁄4 π4 ≈ 657,51. Nel caso di una superficie rigida in basso e una superficie libera in alto (come nel caso di un bollitore senza coperchio), il numero di Rayleigh critico risulta essere Ra = 1.100,65.

## Effetti della tensione superficiale
In caso di una superficie liquida libera a contatto con l'aria, anche gli effetti di galleggiabilità e di tensione superficiale avranno un ruolo nello sviluppo dei pattern di convezione. I liquidi fluiscono da punti di tensione superficiale inferiore a luoghi di tensione superficiale maggiore. Questo si chiama effetto Marangoni. Quando si applica il calore dal basso, la temperatura sullo strato superiore mostrerà fluttuazioni di temperatura. Con l'aumentare della temperatura, la tensione superficiale diminuisce. Quindi si verificherà un flusso laterale di liquido sulla superficie, dalle aree più calde alle aree più fredde. Per preservare una superficie liquida orizzontale (o quasi orizzontale), il liquido superficiale più freddo scenderà. Questo sprofondamento di liquido più freddo contribuisce alla forza motrice delle celle di convezione. Il caso specifico delle variazioni della tensione superficiale guidate dal gradiente di temperatura è noto come convezione termocapillare o convezione di Bénard-Marangoni.

## Storia e nomenclatura
Nel 1870, il fisico e ingegnere irlandese-scozzese James Thomson (1822–1892), fratello maggiore di Lord Kelvin, osservò il raffreddamento ad acqua in una vasca; notò che la pellicola saponosa sulla superficie dell'acqua era divisa, come se la superficie fosse stata piastrellata (tassellata). Nel 1882 dimostrò che la tassellatura era dovuta alla presenza di celle di convezione. Nel 1900, il fisico francese Henri Bénard (1874-1939) arrivò indipendentemente alla stessa conclusione. Questo pattern di convezione, i cui effetti sono dovuti esclusivamente a un gradiente di temperatura, fu analizzato per la prima volta con successo nel 1916 da Lord Rayleigh (1842-1919). Rayleigh ipotizzò condizioni al contorno in cui la componente di velocità verticale e il disturbo della temperatura svaniscono ai limiti superiore e inferiore (conduzione termica perfetta). Queste ipotesi hanno portato l'analisi a perdere ogni connessione con l'esperimento di Henri Bénard. Ciò ha portato a discrepanze tra risultati teorici e sperimentali fino al 1958, quando John Pearson (1930–) rielaborò il problema sulla base della tensione superficiale. Questo è ciò che è stato originariamente osservato da Bénard. Tuttavia nell'uso moderno "convezione di Rayleigh-Bénard" si riferisce agli effetti dovuti alla temperatura, mentre "convezione di Bénard-Marangoni" si riferisce specificamente agli effetti della tensione superficiale. Davis e Koschmieder hanno suggerito che la convezione dovrebbe essere più correttamente chiamata "convezione di Pearson-Bénard".
La convezione di Rayleigh-Bénard è talvolta nota anche come "convezione di Bénard-Rayleigh", "convezione di Bénard" o "convezione di Rayleigh".